# Saison 2009 des Red Sox de Boston
La Saison 2009 des Red Sox de Boston est la 109e saison en ligue majeure pour cette franchise. Avec 95 victoires pour 67 défaites, les Red Sox participent aux séries éiminatoires au titre du meilleur deuxième en Ligue américaine. Le parcours est stoppé dès la Série de Division face aux Angels.

## Inter-saison

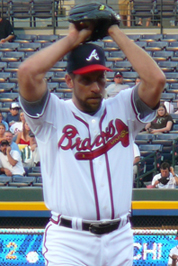
John Smoltz passe des Braves aux Red Sox

### Arrivées
- Le lanceur partant Brad Penny est transféré le 9 janvier en provenance des Royals de Kansas City[1].
- Le lanceur John Smoltz, joueur des Braves d'Atlanta de 1988 à 2008, signe chez les Red Sox le 13 janvier[2].

### Départs
- Le lanceur David Aardsma est transféré aux Mariners de Seattle le 20 janvier[3].

### Grapefruit League
Basés au City of Palms Park à Fort Myers en Floride, les Red Sox disputent 37 matches de pré-saison entre le 25 février et le 4 avril.

## Saison régulière

### Classement
| Ligue américaine (Division Est) | V   | D  | %    | GB |
| ------------------------------- | --- | -- | ---- | -- |
| Yankees de New York             | 103 | 59 | .636 | -- |
| Red Sox de Boston               | 95  | 67 | .586 | 8  |
| Rays de Tampa Bay               | 84  | 78 | .519 | 19 |
| Blue Jays de Toronto            | 75  | 87 | .463 | 28 |
| Orioles de Baltimore            | 64  | 98 | .395 | 39 |

### Résultats
L'ouverture se déroule à Fenway Park le 6 avril face aux Rays de Tampa Bay.
Le 26 avril, face aux Yankees, Jacoby Ellsbury parvient à voler le marbre.

## Séries éliminatoires

### Série de division
| # | Date       | Adversaire | Score | Vic.         | Déf.           | Sauv.       | Affluence | Bilan |
| - | ---------- | ---------- | ----- | ------------ | -------------- | ----------- | --------- | ----- |
| 1 | 8 octobre  | @ Angels   | 0 - 5 | Lackey (1-0) | Lester (0-1)   |             | 45 070    | 0-1   |
| 2 | 9 octobre  | @ Angels   | 1 - 4 | Weaver (1-0) | Beckett (0-1)  | Fuentes (1) | 45 223    | 0-2   |
| 3 | 11 octobre | Angels     | 7 - 6 | Oliver (1-0) | Papelbon (0-1) | Fuentes (2) | 38 704    | 0-3   |